# Août 1851

## Événements
- 6 août : Un navire de l’US Navy effectue ce qui sera nommé l’expédition d'Anjouan.
- 18 août : Otto von Bismarck est désigné pour représenter la Prusse à la Diète de Francfort (fin en 1859).
- 23 août : la Confédération germanique abroge les Droits Fondamentaux du Peuple Allemand (décembre 1848);

## Naissances
- 19 août : François Schollaert, homme politique belge († 29 juin 1917).
- 23 août : Alois Jirásek, écrivain tchèque († 12 mars 1930).
- 25 août : Edgard de Trentinian, militaire français  (1870 -1914), général de division, ancien gouverneur du Soudan, Grand-Croix de la Légion d'Honneur († 24 mai 1942)

## Décès
- 11 août : Lorenz Oken (né en 1779), naturaliste allemand.